# Danis stephani
Danis stephani är en fjärilsart som beskrevs av Grose-smith och Kirby 1896. Danis stephani ingår i släktet Danis och familjen juvelvingar. Inga underarter finns listade i Catalogue of Life.